# Hermann Demann
Hermann Demann (* 7. September 1898 in Neuß; † nach 1935) war ein deutscher Verwaltungsbeamter, der zuletzt als Ministerialrat im Reichsministerium für Volksaufklärung und Propaganda tätig war.

## Leben
Hermann Demann nahm als Kriegsfreiwilliger am Ersten Weltkrieg teil. Später begann er sich für nationalsozialistische Ideen zu begeistern und trat zum 1. November 1929 in die NSDAP ein (Mitgliedsnummer 166.627). Im Gau Halle-Merseburg wurde er zum Gaupropagandaleiter ernannt. Ab 1932 war Hermann Demann Leiter der Unterabteilung Lügenabwehr der Hauptabteilung I der im Vorfeld der Reichstagswahl vom 31. Juli 1932 vergrößerten Reichspropagandaleitung der NSDAP. Nach der „Machtergreifung“ der Nationalsozialisten wurde er von Joseph Goebbels zum Leiter der Abteilung VII (Lügenabwehrstelle und Auslandsfragen) im Ministerium für Volksaufklärung und Propaganda in Berlin, Victoriastraße 28, ernannt. 1935 wurde Hermann Demann als Abteilungsleiter durch Franz Xaver Hasenöhrl abgelöst. Er wechselte an die Abteilung Rundfunk des genannten Ministeriums.